# سازه‌های هوافضایی
سازه‌های هوافضایی به مطالعه، بررسی و بهینه‌سازی سازه‌های هواپیما و دیگر وسایل پرنده می‌پردازد. هدف آن طراحی و تحلیل سازه‌هایی است که علاوه بر استواری کافی در برابر بارهای آیرودینامیکی و دیگر بارهای استاتیکی وارد بر وسایل پرنده، کمترین وزن ممکن را نیز داشته باشند. ضمن اینکه باید بتوانند در برابر ارتعاشات و سایر عوامل محیطی، نظیر تغییرات زیاد و سریع دما و رطوبت نیز مقاوم باشند.